# Lernort Natur

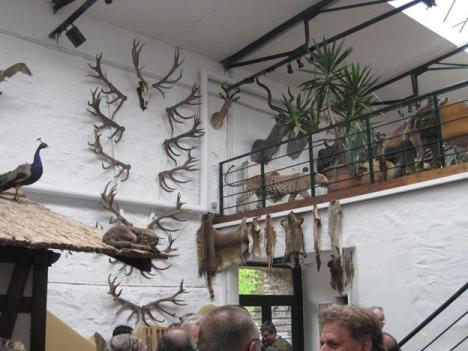
Lernort Natur Erlebnismuseum der Kreisjägerschaft Aachen e. V. in Monschau

Lernort Natur ist eine Initiative des Deutschen Jagdverbandes (DJV) für eine außerschulische Natur- und Umweltbildung. Sie wurde im Jahre 1991 in Stade (Niedersachsen) offiziell gegründet.
Ausgehend von der Erfahrung aus, dass das Wissen über die heimische Natur und die in ihr wirkenden Wechselbeziehungen bei Kindern und Jugendlichen immer stärker abnehmen würde, will der DJV nach eigener Aussage mit dieser Initiative einer fortschreitenden Entfremdung des Menschen von der Natur entgegenwirken.
Im Gründungsjahr der Initiative lag dieses Ansinnen im Trend der weltweiten Bemühungen, den Umwelt- und Naturschutzgedanken über entsprechende Bildungsmaßnahmen im Bewusstsein der Menschen, schwerpunktmäßig der Heranwachsenden, zu verankern. Für diese Maßnahmen wurden unterschiedliche Begriffe geprägt, wie z. B. Naturpädagogik, Umweltbildung und Waldpädagogik. Letzterer wurde im Laufe der Jahre immer mehr zum Begriff für die Natur- und Umweltbildungsmaßnahmen der Förster. Das Instrumentarium der Waldpädagogik und ihre Pädagogik unterscheidet sich prinzipiell kaum von anderen Bereichen der Natur- und Umweltbildung, insbesondere im Bereich der Erlebnispädagogik. Für „Lernort Natur“ wird vorwiegend der Begriff der Naturpädagogik verwendet, da sich die Aktionen auf die Biologie aller Landschaftsformen erstrecken und dementsprechend vielseitig sind.
Großen Wert legen die Jäger darauf, den Teilnehmern das Prinzip der nachhaltigen Nutzung zu vermitteln. Das kann am Beispiel der Jagd geschehen oder am Beispiel des modernen Waldbaus. In beiden Fällen soll nur so viel aus der Natur entnommen werden, wie dauerhaft nachwächst.

## Ziel
Ziel der Initiative „Lernort Natur“ soll die Vermittlung des Wissens über die heimische Flora und Fauna sowie die Bedeutung einer nachhaltigen Nutzung und der Biodiversität in der heimischen Kulturlandschaft sein.

## Zielgruppen
Zu den wichtigsten Zielgruppen von Lernort Natur gehören:
- Kindergärten
- Grundschulen
- Weiterführende Schulen (vorwiegend Sekundarstufe I)
- Besuchergruppen bei öffentlichen Veranstaltungen (z. B. Märkte und Messen)

Auch bei Erwachsenen ist ein steigendes Interesse an Naturpädagogik mit „Lernort Natur“ festzustellen. Durch die methodische Vielfalt der Naturpädagogik werden zunehmend neue Gruppen angesprochen, wie z. B. Menschen mit körperlichen und geistigen Behinderungen. Tiergestützte Pädagogik ist ein weiteres Gebiet, auf dem z. B. Hunde und Greifvögel zum Einsatz kommen. Hier sind therapeutische Ansätze möglich, wenn geschultes Personal vorhanden ist.

## Lernort Natur-Mobile und Rollende Waldschulen
Die Lernort Natur-Mobile der Kreisjägerschaften und Landesjagdverbände sind in fast allen Bundesländern vertreten. In Nordrhein-Westfalen sind sie flächendeckend in allen Kreisjägerschaften unter dem Namen „Rollende Waldschulen“ verfügbar. Mit ihnen lässt sich ein vielfältiges, methodisches und didaktisches Angebot gestalten. Die Einsatzorte – wie Schulen, Einrichtungen, Märkte – können mit den Fahrzeugen angefahren werden. Besonders für Schulen ist dies praktisch und kostengünstig, da Ausflüge in die Natur für manche Schulen schwer zu organisieren sind.
Die Mobile und Waldschulen verfügen über unterschiedliche Ausstattungen oder setzen auf bestimmte Schwerpunkte. In fast allen finden sich Präparate der heimischen Fauna und Flora. Die Ausstattung der Mobile ist in den letzten Jahren immer umfangreicher und professioneller geworden.

## Feste Einrichtungen von Lernort Natur
Feste Einrichtungen wurden von Kreisjägerschaften oder Einzelpersonen aufgebaut.
Einige Beispiele:
- Walderlebnisschule Bochum[3]
- Erlebnismuseum Lernort Natur[4] der Kreisjägerschaft Aachen e. V. in Monschau
- Lernort Natur-Erlebnisbauernhof[5] des Fördervereins Ostwestfalen-Lippe im Gut Hardehausen bei Warburg
- Lernort Natur-Schule Wolfgang Ritzke

Neben dem persönlichen Engagement einzelner Personen waren beträchtliche finanzielle Mittel für die Schaffung solcher Einrichtungen notwendig. Diese stammten direkt von den Kreisjägerschaften oder ihren Fördervereinen. Sponsoring, Fundraising und Mittel aus kommunalen Töpfen und Fördermittel der Länder unterstützten dabei.

## Resonanz
Hunderttausende Schüler aller Altersgruppen haben bereits bei „Lernort Natur“ teilgenommen. Dabei haben sie beispielsweise mit Jägern Fährten von Reh oder Wildschwein verfolgt, als Gruppe überdimensionale Spinnennetze überwunden, als Eichhörnchen Futterverstecke angelegt und schließlich am Lagerfeuer Erlebnisse ausgetauscht.
Kindergärten, Schulen und andere Bildungseinrichtungen erwarten immer deutlicher ein an Lehr- und Bildungsplänen orientiertes Angebot von Lernort Natur. Pädagogische Grundqualifikationen sind ebenfalls unerlässlich.

## Lernort Natur und Bildung für Nachhaltige Entwicklung (BNE)
Die Nachfrage nach Angeboten der Naturpädagogik wird durch politische Initiativen gefördert. Große Bedeutung bekam in den letzten Jahren die Bildung für nachhaltige Entwicklung, die als ein sogenanntes weltweites Dekade-Projekt von der UNESCO für den Zeitraum 2005 bis 2014 ins Leben gerufen wurde. Der Nachhaltigkeitsbegriff stammt ursprünglich aus der Forstwirtschaft und auch in der waidgerechten Jagd stellt der Gedanke ein Grundprinzip dar. Mit dieser Begründung bewarb sich der Deutsche Jagdverband mit „Lernort Natur“. Die Initiative wurde in den Jahren 2008 und 2010 als Projekt der Dekade anerkannt.